# Ángel María Garibay K.

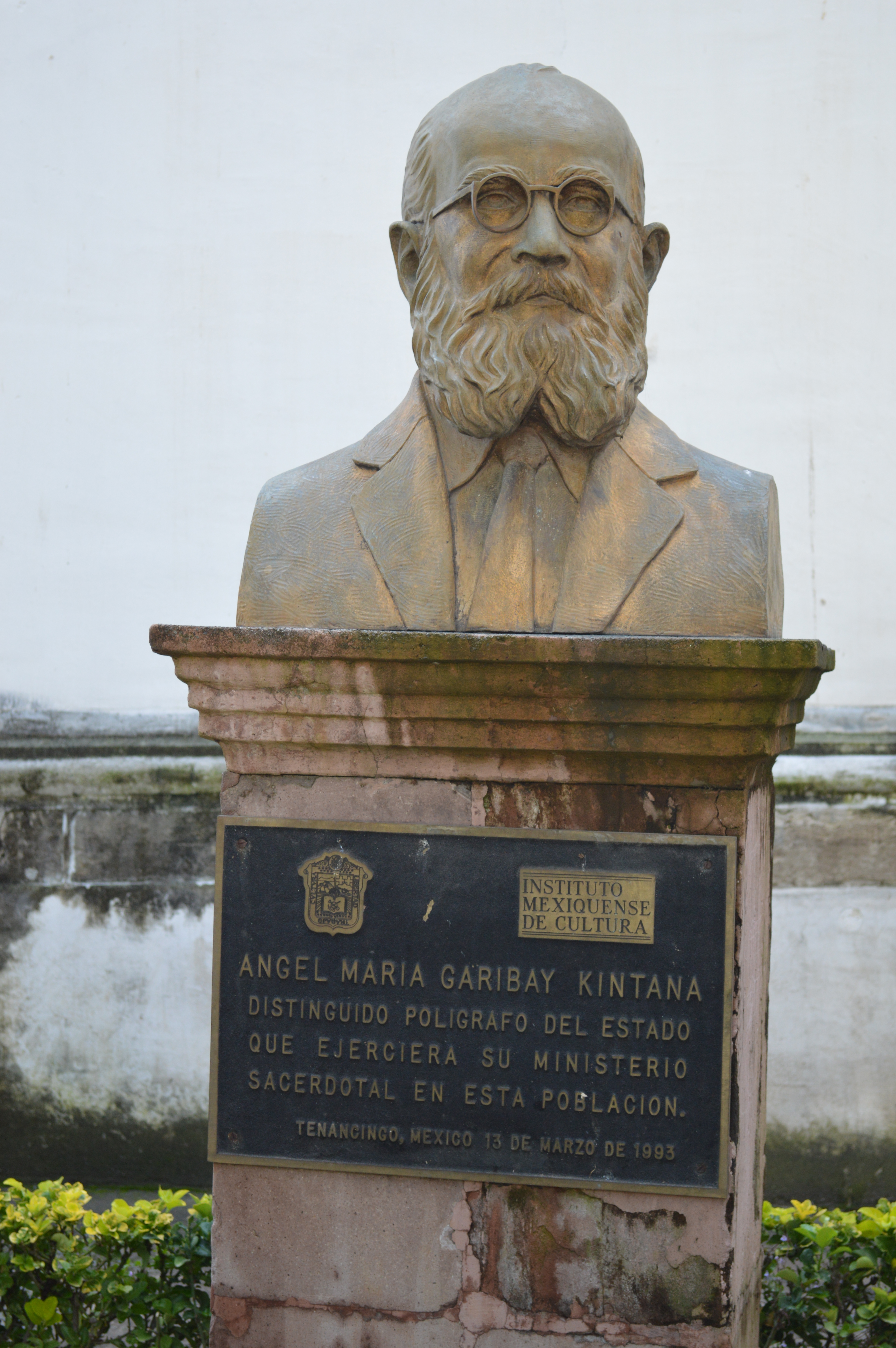
Ángel María Garibay K.

Ángel María Garibay Kintana (Toluca, 18 juni 1892 – Mexico-Stad, 19 oktober 1967) was een Mexicaans geestelijke, taalkundige en mexicanist.
Garibay werd op 5-jarige leeftijd wees en volgde een opleiding aan een seminarie. Hij bleek een talent voor talen te hebben en leerde Oudgrieks, Latijn, Hebreeuws, Duits, Engels, Frans en de indiaanse talen Nahuatl en Otomí. Garibay werd de belangrijkste autoriteit van het Nahuatl. Hij vertaalde verschillende werken uit de tijd van de Spaanse verovering die alleen in het Nahuatl beschikbaar was en promootte ook het contemporaine gebruik van het Nahuatl. In 1956 werd hij buitengewoon hoogleraar Nahuatl aan de Nationale Autonome Universiteit van Mexico (UNAM), waarvan hij tevens een eredoctoraat ontving.
- Biblioteca Nacional de España: XX1181744
- Bibliothèque nationale de France: cb122076840 (data)
- Catàleg d'autoritats de noms i títols de Catalunya: 981058517260506706
- Gemeinsame Normdatei: 119390620
- International Standard Name Identifier: 0000 0001 2279 1091
- Library of Congress Control Number: n80104473
- Nationale Bibliotheek van Tsjechië: jo2013755814
- Nationale Bibliotheek van Israël: 987007261547305171
- Nederlandse Thesaurus van Auteursnamen: 068656440
- Système universitaire de documentation: 030716675
- Trove: 921117
- Virtual International Authority File: 44346823
- WorldCat: E39PBJrWBgrvdDw98vxDGkPbBP